# Schistocarpha
Schistocarpha là một chi thực vật có hoa trong họ Cúc (Asteraceae).

## Loài
Chi Schistocarpha gồm các loài: